# Hemisphaerius dilatatus
Hemisphaerius dilatatus är en insektsart som beskrevs av Walker 1870. Hemisphaerius dilatatus ingår i släktet Hemisphaerius och familjen sköldstritar. Inga underarter finns listade i Catalogue of Life.